# Rafał Jagniewski
Rafał Jagniewski (ur. 5 stycznia 1973) – polski brydżysta, World Master (WBF), European Master (EBL), Arcymistrz Międzynarodowy (PZBS), zawodnik Bridge24.pl.
W 2006 roku był członkiem Komitetu Organizacyjnego 48 Mistrzostw Europy Teamów w Warszawie.
W rozgrywkach krajowych zdobywał następujące lokaty:

## Wyniki brydżowe

### Rozgrywki krajowe
| Drużynowe mistrzostwa Polski | Drużynowe mistrzostwa Polski | Drużynowe mistrzostwa Polski |
| Sezon                        | Drużyna                      | Pozycja                      |
| ---------------------------- | ---------------------------- | ---------------------------- |
| 2010/11                      | Unia Winkhaus Leszno         | 2                            |
| 2010                         | Unia Winkhaus Leszno         | 3                            |
| 2009                         | Unia Winkhaus Leszno         | 3                            |
| 2004                         | Unia Winkhaus Leszno         | 2                            |
| 2002/03                      | Unia Winkhaus Leszno         | 1                            |
| 2002                         | Unia Winkhaus Leszno         | 2                            |

| Mistrzostwa Polski Teamów | Mistrzostwa Polski Teamów | Mistrzostwa Polski Teamów | Mistrzostwa Polski Teamów |
| Rok                       | Typ                       | Kategoria                 | Pozycja                   |
| ------------------------- | ------------------------- | ------------------------- | ------------------------- |
| 2010                      | BAM                       | Open                      | 1                         |
| 2008                      | Finał GP                  | Open                      | 1                         |
| 2004                      | IMP                       | Open                      | 1                         |
| 2004                      | BAM                       | Open                      | 2                         |
| 2002                      | IMP                       | Open                      | 1                         |

| Mistrzostwa Polski Par | Mistrzostwa Polski Par | Mistrzostwa Polski Par | Mistrzostwa Polski Par |
| Rok                    | Kategoria              | Partner                | Pozycja                |
| ---------------------- | ---------------------- | ---------------------- | ---------------------- |
| 2003                   | Open                   | Bogusław Pazur         | 3                      |
| 1998                   | Juniorzy               | Jarosław Piasecki      | 1                      |
| 1994                   | Juniorzy               | Krzysztof Michalik     | 1                      |

### Zawody światowe
W światowych zawodach zdobył następujące lokaty:
| Mistrzostwa Świata. Konkurencja teamów | Mistrzostwa Świata. Konkurencja teamów | Mistrzostwa Świata. Konkurencja teamów | Mistrzostwa Świata. Konkurencja teamów | Mistrzostwa Świata. Konkurencja teamów | Mistrzostwa Świata. Konkurencja teamów |
| Rok                                    | Miejsce                                | Zawody                                 | Kategoria                              | Drużyna                                | Pozycja                                |
| -------------------------------------- | -------------------------------------- | -------------------------------------- | -------------------------------------- | -------------------------------------- | -------------------------------------- |
| 2013                                   | Nusa Dua                               | 41. Mistrzostwa Świata Teamów          | Trans                                  | Bridge24PL                             | 77                                     |
| 2011                                   | Veldhoven                              | 40. Mistrzostwa Świata Teamów          | Trans                                  | Rossard                                | 89                                     |
| 2009                                   | São Paulo                              | 39. Mistrzostwa Świata Teamów          | Trans                                  | Rossard                                | 15                                     |
| 2005                                   | Estoril                                | 37. Mistrzostwa Świata Teamów          | Open                                   | Poland                                 | 20                                     |
| 2003                                   | Monte Carlo                            | 36. Mistrzostwa Świata Teamów          | Tran                                   | Gotard                                 | 15                                     |
| 2001                                   | Paryż                                  | 35. Mistrzostwa Świata Teamów          | Trans                                  | Jagniewski                             | 10                                     |
| 2000                                   | Southampton                            | 34 Mistrzostwa Świata Teamów           | Trans                                  | Jagniewski                             | 17                                     |

| Mistrzostwa Świata. Konkurencja par | Mistrzostwa Świata. Konkurencja par | Mistrzostwa Świata. Konkurencja par | Mistrzostwa Świata. Konkurencja par | Mistrzostwa Świata. Konkurencja par | Mistrzostwa Świata. Konkurencja par |
| Rok                                 | Miejsce                             | Zawody                              | Kategoria                           | Partner                             | Pozycja                             |
| ----------------------------------- | ----------------------------------- | ----------------------------------- | ----------------------------------- | ----------------------------------- | ----------------------------------- |
| 2006                                | Werona                              | 12. Mistrzostwa Świata              | Open                                | Bogusław Pazur                      | 55                                  |
| 1995                                | Gandawa                             | 1. Mistrzostwa Świata Par Juniorów  | Juniorzy                            | Krzysztof Michalik                  | 20                                  |

### Zawody europejskie
W europejskich zawodach zdobył następujące lokaty:
| Zawody europejskie. Konkurencja teamów | Zawody europejskie. Konkurencja teamów | Zawody europejskie. Konkurencja teamów    | Zawody europejskie. Konkurencja teamów | Zawody europejskie. Konkurencja teamów | Zawody europejskie. Konkurencja teamów |
| Rok                                    | Miejsce                                | Zawody                                    | Kategoria                              | Drużyna                                | Pozycja                                |
| -------------------------------------- | -------------------------------------- | ----------------------------------------- | -------------------------------------- | -------------------------------------- | -------------------------------------- |
| 2013                                   | Ostenda                                | 6. Otwarte Mistrzostwa Europy             | Miksty                                 | Rossard                                | 57                                     |
| 2013                                   | Ostenda                                | 6. Otwarte Mistrzostwa Europy             | Open                                   | Poland                                 | 5                                      |
| 2009                                   | San Remo                               | 4. Otwarte Mistrzostwa Europy             | Miksty                                 | Vytas                                  | 17                                     |
| 2009                                   | San Remo                               | 4. Otwarte Mistrzostwa Europy             | Open                                   | Poland                                 | 17                                     |
| 2008                                   | Pau                                    | 49 Mistrzostwa Europy Teamów              | Open                                   | Poland                                 | 14                                     |
| 2007                                   | Antalya                                | 3. Otwarte Mistrzostwa Europy             | Miksty                                 | Poland 1                               | 17                                     |
| 2007                                   | Antalya                                | 3. Otwarte Mistrzostwa Europy             | Open                                   | Waldi                                  | 59                                     |
| 2005                                   | Teneryfa                               | 2. Otwarte Mistrzostwa Europy             | Open                                   | Poland 2                               | 52                                     |
| 2003                                   | Rzym                                   | 2. Puchar Europy                          | Open                                   | Unia Winkhaus Leszno                   | 7                                      |
| 2003                                   | Mentona                                | 1. Otwarte Mistrzostwa Europy             | Miksty                                 | Gotard                                 | 40                                     |
| 2003                                   | Mentona                                | 1. Otwarte Mistrzostwa Europy             | Open                                   | Poletyło                               | 48                                     |
| 2002                                   | Ostenda                                | 7. Mistrzostwa Europy Teamów Mikstowych   | Miksty                                 | Hocheker                               | 24                                     |
| 2000                                   | Bellaria                               | 6 Mistrzostwa Europy Teamów Mikstowych    | Miksty                                 | Kowalski                               | 24                                     |
| 1998                                   | Wiedeń                                 | 16. Młodzieżowe Mistrzostwa Europy Teamów | Juniorzy                               | Poland                                 | 9                                      |
| 1994                                   | Papendal                               | 14. Młodzieżowe Mistrzostwa Europy Teamów | Juniorzy                               | Poland                                 | 3                                      |

| Zawody europejskie. Konkurencja par | Zawody europejskie. Konkurencja par | Zawody europejskie. Konkurencja par | Zawody europejskie. Konkurencja par | Zawody europejskie. Konkurencja par | Zawody europejskie. Konkurencja par |
| Rok                                 | Miejsce                             | Zawody                              | Kategoria                           | Partner                             | Pozycja                             |
| ----------------------------------- | ----------------------------------- | ----------------------------------- | ----------------------------------- | ----------------------------------- | ----------------------------------- |
| 2013                                | Ostenda                             | 6. Otwarte Mistrzostwa Europy       | Open                                | Wojciech Gaweł                      | 17                                  |
| 2009                                | San Remo                            | 4. Otwarte Mistrzostwa Europy       | Miksty                              | Grażyna Brewiak                     | 23                                  |
| 2009                                | San Remo                            | 4. Otwarte Mistrzostwa Europy       | Open                                | Michał Kwiecień                     | 164                                 |
| 2007                                | Antalya                             | 3. Otwarte Mistrzostwa Europy       | Miksty                              | Grażyna Brewiak                     | 32                                  |
| 2007                                | Antalya                             | 3. Otwarte Mistrzostwa Europy       | Open                                | Michał Kwiecień                     | 9                                   |
| 2005                                | Teneryfa                            | 2. Otwarte Mistrzostwa Europy       | Mikst                               | Grażyna Brewiak                     | 192                                 |
| 2005                                | Teneryfa                            | 2. Otwarte Mistrzostwa Europy       | Open                                | Bogusław Pazur                      | 36                                  |
| 2003                                | Mentona                             | 1. Otwarte Mistrzostwa Europy       | Mikst                               | Jolanta Krogulska                   | 293                                 |
| 2003                                | Mentona                             | 1. Otwarte Mistrzostwa Europy       | Open                                | Bogusław Pazur                      | 23                                  |
| 2002                                | Ostenda                             | 11. Mistrzostwa Europy Par          | Mikst                               | Małgorzata Jeleniewska              | 64                                  |
| 2001                                | Sorrento                            | 11. Mistrzostwa Europy Par          | Open                                | Bogusław Pazur                      | 13                                  |
| 2000                                | Bellaria                            | 6. Mistrzostwa Europy Mikstów       | Mikst                               | Grażyna Brewiak                     | 40                                  |
| 1999                                | Warszawa                            | 10. Mistrzostwa Europy Par          | Open                                | Krzysztof Michalik                  | 87                                  |